# Тони (премия, 2015)
69-я церемония награждения премии «Тони» за заслуги в области американского театрального искусства состоялась 7 июня 2015 года в «Радио-сити-мьюзик-холл» (Нью-Йорк, США) и транслировалась в прямом эфире телеканалом «CBS». Ведущими церемонии выступили Алан Камминг и Кристин Ченовет.

## Право участия
Принимать участие в конкурсе имели право только театральные представления, поставленные в сезон 2014—2015 до 23 апреля 2014 года. Номинанты были объявлены 28 апреля 2015 года.

## Церемония
Гостей и номинантов церемонии на красной дорожке встречали Даррен Крисс, Лаура Оснес и Сьера Боггесc.
Во время церемонии свои номера представили мюзиклы «Американец в Париже», «Король и я», «Увольнение в город», «В двадцатом веке», «Визит», «Весёлый дом», «Something Rotten!», «Волшебная страна» и «Жижи».
Среди объявляющих результаты были такие известные личности, как Джош Гробан, Роуз Бирн, Джейсон Александер, Нил Патрик Харрис, Брэдли Купер, Саттон Фостер, Бобби Каннавале, Анна Кламски, Рита Уилсон и другие.

## Список победителей и номинантов

### Основные категории
| Лучшая пьеса | Лучший мюзикл |
| --- | --- |
| - «Загадочное ночное убийство собаки» - «Опальный» - «Рука к Богу» - «Волчий зал» | - «Весёлый дом» - «Американец в Париже» - «Something Rotten!» - «Визит» |
| Лучшая возрождённая пьеса | Лучший возрождённый мюзикл |
| - «Верхний свет» - «Человек-слон» - «Это наша молодёжь» - «Ты не можешь взять это с собой» | - «Король и я» - «Увольнение в город» - «В двадцатом веке» |
| Лучшая мужская роль в пьесе | Лучшая женская роль в пьесе |
| - Алекс Шарп — «Загадочное ночное убийство собаки», за роль Кристофера Буна - Стивен Бойер — «Рука к Богу», за роль Джейсона/Тайрона - Бен Майлз — «Волчий зал», за роль Томаса Кромвеля - Брэдли Купер — «Человек-слон», за роль Джозефа Меррика - Билл Найи — «Верхний свет», за роль Тома Сержанта                                                    | - Хелен Миррен — «Аудиенция», за роль Елизаветы II - Женева Карр — «Рука к Богу», за роль Марджери - Элизабет Мосс — «Хроники из жизни Хайди», за роль Хайди Холланд - Кэри Маллиган — «Верхний свет», за роль Киры Холлис - Рут Уилсон — «Созвездия», за роль Марианны               |
| Лучшая мужская роль в мюзикле | Лучшая женская роль в мюзикле |
| - Майкл Серверис — «Весёлый дом», за роль Брюса Бечдела - Роберт Файрчайлд — «Американец в Париже», за роль Джерри Маллигена - Брайан д’Арси Джеймс — «Something Rotten!», за роль Ника Боттома - Кэн Ватанабэ — «Король и я», за роль Короля Сиама - Тони Язбек — «Увольнение в город», за роль Габея                                                   | - Келли О’Хара — «Король и я», за роль Анны Леонуэнс - Кристин Ченовет — «В двадцатом веке», за роль Лили Гарланд / Милдред Плотка - Линн Коп — «Американец в Париже», за роль Лизы Дассен - Бет Малон — «Весёлый дом», за роль Элисона Бекдела - Чита Ривера — «Визит», за роль Клэр |
| Лучшая мужская роль второго плана в пьесе | Лучшая женская роль второго плана в пьесе |
| - Ричард МакКейб — «Аудиенция», за роль Гарольда Вильсона - Мэтью Бирд — «Верхний свет», за роль Эварда Сержанта - Келвин Тодд Фриман — «Авиашоссе», за роль Сисси На На - Алессандро Нивола — «Человек-слон», за роль Фредерика Тривза - Натаниель Паркер — «Волчий зал», за роль Генриха VIII - Михей Сток — «Это всего лишь пьеса», за роль Гаса Хида | - Аннали Эшфорд — «Ты не можешь взять это с собой», за роль Эсси Кармайкл - Патриша Кларксон — «Человек-слон», за роль Мэдж Кендал - Лидия Леонард — «Волчий зал», за роль Анны Болейн - Сара Стайлз — «Рука к Богу», за роль Джессики - Джули Уайт — «Авиашоссе», в роли Тани        |
| Лучшая мужская роль второго плана в мюзикле | Лучшая женская роль второго плана в мюзикле |
| - Кристиан Борль — «Something Rotten!», за роль Барда - Энди Карл — «В двадцатом веке», за роль Брюса Гранита - Бред Оскар — «Something Rotten!», за роль Нострадамуса - Брэндон Урановиц — «Американец в Париже», за роль Адама Хохберга - Макс фон Эссен — «Американец в Париже», за роль Генри Баурела                                                | - Рути Энн Майлз — «Король и я», за роль леди Тианг - Виктория Кларк — «Жижи», за роль Мамиты - Джуди Кун — «Весёлый дом», за роль Хелен Бечдел - Сидни Лукас — «Весёлый дом», за роль маленькой Элисон - Эмили Скеггс — «Весёлый дом», за роль средней Элисон                        |

### Другие категории
| Лучшее либретто для мюзикла | Лучшая музыка и/или стихи |
| --- | --- |
| - «Весёлый дом» — Лиза Крон - «Американец в Париже» — Крейг Лукас - «Something Rotten!» — Кэри Киркпатрик и Джон О’Фаррелл - «Визит» — Терренс Макналли                                                                           | - «Весёлый дом» — Жанин Тесори (музыка) и Лиза Крон (слова) - «Последний корабль» — Стинг (музыка и слова) - «Something Rotten!» — Кэри Киркпатрик (музыка и слова) и Уэйн Кирпатрик (музыка и слова) - «Визит» — Джон Кандер (музыка) и Фред Эбб (слова) |
| Лучший дизайн сцены в пьесе | Лучший дизайн сцены в мюзикле |
| - Банни Кристи — «Загадочное ночное убийство собаки» - Боб Кроули — «Верхний свет» - Кристофер Орам — «Волчий зал» - Дэвид Роквелл — «Ты не можешь взять это с собой»                                                             | - Боб Кроули и «59 Productions» — «Американец в Париже» - Дэвид Цинн — «Весёлый дом» - Дэвид Роквелл — «В двадцатом веке» - Майкл Йерган — «Король и я»                                                                                                   |
| Лучший дизайн костюмов в пьесе | Лучший дизайн костюмов в мюзикле |
| - Кристофер Орам — «Волчий зал» - Боб Кроули — «Аудиенция» - Джейн Гринвуд — «Ты не можешь взять это с собой» - Дэвид Цинн — «Авиашоссе»                                                                                          | - Кэтрин Зубер — «Король и я» - Грег Барнес — «Something Rotten!» - Боб Кроули — «Американец в Париже» - Уильям Ивей Лонг — «В двадцатом веке» |
| Лучший свет в пьесе | Лучший свет в мюзикле |
| - Поль Констебль — «Загадочное ночное убийство собаки» - Наташа Кац — «Верхний свет» - Поль Констебль и Дэвид Платер — «Волчий зал» - Джефи Вейдман — «Авиашоссе»                                                                 | - Наташа Кац — «Американец в Париже» - Бен Стэнтон — «Весёлый дом» - Джефи Вейдман — «Визит» - Дональд Холдер — «Король и я» |
| Лучшая режиссура пьесы | Лучшая режиссура мюзикла |
| - Марианна Эллиотт — «Загадочное ночное убийство собаки» - Стивен Долдри — «Верхний свет» - Скотт Эллис — «Ты не можешь взять это с собой» - Джереми Херрин — «Волчий зал» - Мориц фон Штульпнагель — «Рука к Богу»               | - Голд Сэм — «Весёлый дом» - Кэйси Николау — «Something Rotten!» - Джон Рандо — «Увольнение в город» - Барлетт Шер — «Король и я» - Кристофер Уилдон — «Американец в Париже»                                                                              |
| Лучшая хореография | Лучшая оркестровка |
| - Кристофер Уилдон — «Американец в Париже» - Джошуа Бергасс — «Увольнение в город» - Кристофер Гаттелли — «Король и я» - Кэйси Николау — «Something Rotten!» - Скотт Грэхем и Стивен Хоггет — «Загадочное ночное убийство собаки» | - Кристофер Остин, Дон Себески и Билл Эллиотт — «Американец в Париже» - Джон Кланси — «Весёлый дом» - Ларри Хохман — «Something Rotten!» - Роб Матес — «Руководство джентльмена по любви и убийству»                                                      |

### Соотношение наград и номинаций

#### Корпоративные
Количество наград / общее количество номинаций
- 5/12: «Весёлый дом»
- 5/6: «Загадочное ночное убийство собаки»
- 4/12: «Американец в Париже»
- 4/9: «Король и я»
- 2/3: «Аудиенция»
- 1/10: «Something Rotten!»
- 1/8: «Волчий зал»
- 1/7: «Верхний свет»
- 1/5: «Ты не можешь взять это с собой»
- 0/5: «Рука к Богу», «В двадцатом веке», «Визит»
- 0/4: «Авиашоссе», «Человек-слон», «Увольнение в город»
- 0/2: «Последний корабль»

#### Персональные
Количество наград / общее количество номинаций
- 1/4: Боб Кроули (2 за дизайн костюмов и 2 за сценографию)
- 1/2: Поль Констебль (обе за лучший свет в пьесе)
- 1/2: Наташа Кац (обе за лучший свет)
- 0/2: Джефи Вейдман (обе за лучший свет)